# تری‌متیل‌گلیسین
تری‌متیل‌گلیسین (به انگلیسی: Trimethylglycine) با فرمول شیمیایی C۵H۱۱NO۲ یک ترکیب شیمیایی با شناسه پاب‌کم ۲۴۷ است. که جرم مولی آن ۱۱۷٫۱۴۶ g/mol می‌باشد. 